# 高木邦夫
高木 邦夫（たかぎ くにお、1944年3月7日 - ）は、日本の実業家。株式会社ザイマックス顧問、SGホールディングス株式会社顧問、社外取締役。大手スーパーダイエーの元代表取締役社長。

## 人物
1944年3月7日、長崎県で生まれる。和歌山大学経済学部卒業。1966年に「主婦の店」（現ダイエー）に入社。海外商品や営業企画などの担当を経る。80年代前半、3期連続の赤字に陥った際、業務企画室長に就任し、業績回復に貢献した。
これらの実績を中内㓛に目を止められる。その後、中内時代は中内の側近として、一時期はナンバー2とも言われる有力な補佐であった。さらに、中内から依頼され、リクルートの再建にも尽力した。その後は再びダイエーの再建計画に携わった。
ダイエーの経営が悪化していた2001年、リクルートより本社へ呼び戻され、リクルート専務からダイエー社長に就任。経営再建中には、中内がこだわっていた球団の継続保有を主張し、売却を否定していた。一方、メーンバンクからは産業再生法を適用の元、再建をすることを勧められていたが、適用すると球団を手放す可能性が発生するとのため、頑なに拒否して自主再建にこだわる姿勢をずっと崩さなかった。後に、銀行との長時間に渡り、話し合いをした結果（半ば強制的とも言われている）、産業再生法適用を決断する。適用までは連日のように、報道陣は高木氏の自宅周囲で陣をとっていたほか、テレビ東京のドキュメンタリー番組『日経スペシャル ガイアの夜明け』では、高木の様子や、ずっと自主再建にこだわっていた強い姿勢なども取り扱った「ダイエー迷走劇の真相」が放送された。
ダイエーでは前述のとおり、経営も人事も荒廃した状態での就任であった。自主再建には失敗したものの、ダイエーグループから役職を辞した後も、その手腕を買われて顧問職などで他業種から招かれている。また、ダイエー復帰の噂も少なからずささやかれている。

## 経歴
- 1944年　長崎県に生まれる。
- 1966年3月　和歌山大学経済学部卒業。
- 1966年4月　 株式会社主婦の店入社
- 1986年5月　 株式会社ダイエー取締役
- 1990年]月 　株式会社ダイエー常務取締役
- 1992年6月 　株式会社リクルート常務取締役
- 1994年6月 　株式会社リクルート専務取締役
- 2001年1月 　株式会社ダイエー代表取締役社長
- 2004年10月  株式会社ダイエー取締役会長
- 2004年12月  株式会社ダイエー取締役会長辞任
- 2006年10月　SGホールディングス株式会社社外取締役就任

## テレビ番組
- 日経スペシャル ガイアの夜明け ダイエー迷走劇の真相（2004年11月16日、テレビ東京）[3]。